# Beyblade: Metal Fusion
Beyblade: Metal Fusion, conhecido no Japão como Metal Fight Beyblade (メタルファイト ベイブレード, Metaru Faito Beibureedo) é um mangá japonês pela produção de Takafumi Adachi. Também é um anime baseado em sua produção original. Está atualmente serializada mensalmente pela CoroCoro Comic (Shogakukan). É um spin-off da série Beyblade (Bakuten Shoot Beyblade).

## Resumo
Metal Fight Beyblade é a segunda geração da série cross-media Beyblade, foi criada pela Tatsunoko Pro, Synergy SP, e é co-produzido pela Nelvana. Metal Fight Beyblade era exibido todos os domingos na TV Tokyo sempre às 08h30. Esta série Beyblade apresenta um conjunto completamente novo de personagens, e uma nova história.
Com uma nova série desenvolvida em 2008, a partir de Beyblade, já que uma vez foi concluída com Bakuten Shoot Beyblade, um mix de mídia desenvolvida com o anime, bem como o mangá.
Em contrastes com trabalhos anteriores, que utiliza quatro bestas como motivo, Metal Fight Beyblade usa constelações como motivos. Além disso, no trabalho anterior, foi principalmente as batalhas de equipes, mas neste trabalho o principal são as batalhas individuais. Também o cenário do Japão foi o primeiro da série até o final.
A primeira parte foi a partir do capítulo 1 ao 7, que tornou-se a concentração original, a partir do capítulo 8 foi a segunda parte, tornando-se o arco da Batalha dos Duelistas. No anime, a partir do episódio 24, tornou-se o a Batalha dos Duelistas que foi recentemente lançado em DVD, assim como o Vol. 01. Embora Batalha dos Duelistas fora realizada como um torneio, as combinações de batalha no anime e mangá são diferentes. O anime Metal Fight Beyblade foi transmitido pela TV Tokyo a partir de 5 de abril de 2009 à 28 de março de 2010. De 4 de abril de 2010 à hoje é transmitida uma nova série, Metal Fight Beyblade Explosion (Beyblade: Metal Masters), uma continuação de Metal Fusion.
No Brasil, a série foi transmitida pelo Disney XD. Em Portugal, foi exibida pelo Panda Biggs.
Devido ao facto que Beyblade: Metal Fury foi cortado para treze minutos começando com o seu 27.º episódio, a fim de partilhar o seu tempo com Cross Fight B-Daman, todas as versões internacionais de Metal Fury consistirão de 39 episódios de trinta minutos com um spin-off, BeyWheelz, creado solo para o público ocidental como um extra de 13 episódios para terminar a série com 52 episódios. Uma segunda temporada de 13 episódios, BeyWarriors BeyRaiderz foi emitido a partir de novembro de 2013. Os spin-off foram transmitidos no Panda Biggs em Portugal. Foram também transmitidos em França no Gulli e Canal J, na Bélgica no Club RTL, em Itália no Boing (BeyWheelz) e depois no K2 (BeyRaiderz), no Canadá na YTV e nos Estados Unidos na Cartoon Network, para além dos países asiáticos, ou seja, uma cobertura muito menor do que a da série principal.
Um terceiro spin-off, BeyRaiderz: Cyborg foi creado com 26 episódios e 2 filmes, estreou na Itália no K2 no dia 18 de outubro de 2014, e emitido até o episódio 14, mas após o fracasso comercial de Shogun Steel e BeyRaiderz, Hasbro abandonou a linha de brinquedos e Nelvana abdicou dos direitos da série ão d-rights. A série foi disponibilizada na íntegra no Japão em serviços de streaming a partir de 25 de fevereiro de 2015, e um dub inglês foi transmitido na Toonami Asia a partir de 3 de outubro de 2015.

## Aberturas e Encerramentos
No Japão, a série possui quatro aberturas, três delas feitas pela banda YU+KI e uma feita pela banda Noa para anunciar o lançamento do filme Metal Fight Beyblade VS O Sol: O Invasor Escaldante Sol Blaze. No Ocidente, as aberturas foram trocadas por uma versão modificada da primeira abertura.
Aberturas:
- Metal Fight Beyblade「メタルファイトベイブレード」(Episódios 1 - 51)

Letra e compositor: Martin Kucaj; Tradução: Ken Narita; Música: YU+KI
- Galaxy Heart「ギャラクシーハート」(Episódios 52 - 68) (Episódios 76 - 102)

Letra: Reona; Compositor: Koji Kinoshita; Adaptação: Hiroshi Suzuki; Banda: YU+KI
- SPINNING THE WORLD (Episódios 69 - 75)

Letra: NARISU-K; Compositor: HIRO & KENNY; Banda: Noa
- Kokoro no Yuuki「心の勇気」(Episódios 103 - 154)

Letra e compositor: YU+KI; Adaptação: DNA.pro; Banda: YU+KI
- 1.ª Versão: (Episódios 103 - 105)
- 2.ª Versão: (Episódios 106 - 128)
- 3.ª Versão: (Episódios 129 - 154)

## Personagens
Os personagens principais são:
- Gingka Hagane e Storm Pegasus
- Tsubasa Otori e Earth Eagle (No Japão: Earth Aquila)
- Benkei Hanawa e Dark Bull
- Kenta Yumiya e Flame Sagittario
- Madoka Amano
- Kyoya Tategami e Rock Leone
- Yu Tendo e Flame Libra
- Phoenix/Ryo Hagane (No Japão: Ryusei Hagane) e Burn Fireblaze (No Japão: Burn Phoenix)
- Hyoma e Rock Aries (No Japão: Clay Aries)
- Doji (No Japão: Daidoji) e Dark Wolf
- Ryuga e Lightning L-Drago

### Mangá
Os capítulos de Metal Fight Beyblade é escrito e ilustrado por Takafumi Adachi. No Japão, os volumes foram publicados pela Shogakukan na revista mensal Co-Co! desde setembro de 2008. O enredo segue as aventuras de Ginga Hagane (鋼銀河, Hagane Ginga, onde Hagane significa "Aço" e Ginga "Galáxia"), um beyblader que esta à procura do seu passado oculto. Ele finalmente se encontra com um menino chamado Kenta Yumiya, e os dois se tornam grandes amigos rapidamente. Kyouya Tategami e Benkei da Face Hunters tornam-se bons e ajudam Ginga em sua busca para derrotar a maligna organização Dark Nebula. Uma adaptação na exibição do anime, produzida pela Tatsunoko Pro e co-produzida pela Nelvana, foi ao ar em 5 de abril de 2009.
Desde a estreia de Metal Fight Beyblade, vinte capítulos foram lançados no Japão até agora. Nos quadrinhos mensais da Co-Co!, aos capítulos ainda não possuem nomes, mas sim o nome de um arco e o número do capítulo em seu lugar. Os nomes dos capítulos são somente nos volumes do mangá shinshoban.
Os capítulos individuais são coletados pelaShogakukan em uma série de volumes shinshōbon. O primeiro volume foi lançado em 27 de março de 2009. O quarto volume (o último), foi lançado em 26 de março de 2010.